# Sarah Höfflin
Sarah Höfflin (født 8. januar 1991) er en schweizisk freestyle-skiløber. Hun konkurrerer i Big Air og Slopestyle. 
Sarah Höfflin vandt guld i Slopestyle ved Vinter-OL i Pyeongchang i 2018. Fire år senere deltog hun igen ved Vinter-OL, men denne gang blev det ikke til en medalje.